# Instituto Francés de Estudios Andinos
El Instituto Francés de Estudios Andinos (IFEA) (en francés Institut français d’études andines) es una unidad de investigación multidisciplinaria y una plataforma de apoyo a la investigación francesa y europea en colaboración con los países andinos. Participa también desde sus competencias específicas en el sistema francés de acción cultural. Su trabajo está tutelado por el Ministerio de Europa y Asuntos Extranjeros (MEAE) de Francia y el Centro Nacional de Investigación Científica (CNRS). 

## Historia del IFEA
El instituto desarrolla sus actividades en cuatro países andinos: Bolivia, Colombia, Ecuador y Perú.
Creado en 1948 bajo el nombre de Centro Francés de Estudios Andinos como una iniciativa de personalidades científicas de la época como Jehan Vellard, quien fuera su primer director, actualmente conforma la Unidad de Servicio y de Investigación USR 3337 «América Latina» junto con el Centro de Estudios Mexicanos y Centroamericanos (CEMCA, UMIFRE 16).
En los años 1960, el IFEA reafirma su voluntad de trabajar a escala andina con la creación de puestos para investigadores en Colombia, Bolivia y Ecuador. Paralelamente a las investigaciones individuales, importantes programas pluridisciplinarios son puestos en marcha, en colaboración con el CNRS (Centro Nacional de Investigación Científica). Estos programas se mantienen durante los años 1970 mientras se afianzan las colaboraciones con las instituciones locales. En 1972, la revista Bulletin de l’IFEA se suma a los Travaux, y hoy en día recibe el apoyo del CNRS.
Otras disciplinas de las Ciencias Sociales y Humanas, de las Ciencias de la Vida y de la Tierra se suman a las anteriores.
Desde su creación el IFEA ha recibido en sus cuatro sedes a numerosos investigadores franceses y peruanos ya sea como investigadores de planta (pensionnaires y allocataires) o como becarios; entre los que destacan figuras reconocidas de la investigación en la región andina tales como: Danièle Lavallée, Gerald Taylor, Pierre Duviols, Thierry Saignes, Claude Collin-Delavaud, Nathan Wachtel, Didier Fassin, François Héran, Jean-Pierre Chaumeil, Bernard Lavalle, Nelson Manrique , Carlos Contreras Carranza, Scarlett O'Phelan, Denise Pozzi Scot e incluso figuras políticas como Jean-Michel Blanquer.
El IFEA produce conocimientos específicamente ligados a las ciencias sociales y humanas; participa en el debate público a través de sus ediciones, sus eventos científicos y sus colaboraciones con otras instituciones locales, además de contribuir a la formación de jóvenes investigadores a través de su programa de becas. 
A nivel editorial cuenta con cuatro colecciones: 
- La revista Bulletin de l'Institut Français d'Etudes Andines
- Los Travaux del IFEA
- La Biblioteca Andina de Bolsillo
- Actes & Mémoires.

En 2016, la sede administrativa de la institución se instaló en una casa legada por el arqueólogo peruano Carlos Brignardello en el tradicional distrito de Barranco (Lima). 
En el 2018 el IFEA celebró sus 70 años de vida institucional con una serie de Jornadas sobre el tema de "Los Bienes comunes" en Lima, Bogotá, Quito y La Paz en la que participaron más de 60 investigadores franceses y latinoamericanos.
Directores del IFEA:
- Jehan Vellard (1948-1 962)
- François Chevalier (1962-1966)
- Olivier Dolffus (1966-1972)
- Pierre Usselmann (1972-1977)
- François Mégard (1977-1981)
- Jean-Paul Deler (1981-1985)
- Yves Saint-Geours (1985-1989)
- Christian de Muizon (1989 -1995)
- Georges Pratlong (1995- 1999)
- Jean-Joinville Vacher (1999 - 2003)
- Henri Godard (2004- 2007)
- Georges Lomné (2007-2012)
- Gérard Borras (2012 - 2016)
- Évelyne Mesclier ( 2016 - a la fecha)